# Ney Elias
Ney Elias, né le 10 février 1844 dans le Kent en Angleterre et mort le 31 mai 1897 à Londres, est un diplomate, géographe et explorateur connu pour ses expéditions en Asie centrale. Il est suspecté d'avoir été un espion britannique au cours du Grand Jeu.

## Biographie
De 1867 à 1872, il explore la rivière Tsien Tang et établit une carte détaillée du Grand Canal qui relie le Yang-Tsé au Fleuve Jaune, et du Fleuve Jaune, à Kaifeng jusqu'à son embouchure. Il quitte la Chine par la Mongolie.